# 丁聪美术馆
丁聪美术馆是一座位于上海金山区的美术馆，又称为丁聪祖居。

## 历史
2019年5月26日建成开馆，位于上海金山区枫泾镇青枫街49号。占地面积3,600平方米，建设面积1,700平方米，按照丁聪祖居的原貌恢复而成。其中包括三大板块：丁悚、丁聪父子生平展，画作展和“小丁书屋”复原，以及丁聪与朋友。丁聪儿子丁小一也参与美术馆相关布展工作。